# Ulmen (Eifel)
Ulmen (Eifel) este o comună din landul Renania-Palatinat, Germania.
1. ↑   https://stadt-ulmen.de/stadtverwaltung/stadtbuergermeister/, accesat în 23 martie 2025 Lipsește sau este vid: |title= (ajutor)
2. ↑  Alle politisch selbständigen Gemeinden mit ausgewählten Merkmalen am 31.12.2018 (4. Quartal) (în germană), Statistisches Bundesamt[*], arhivat din original la 10 martie 2019, accesat în 10 martie 2019